# Список губернаторов Пенсильвании
Губернатор Содружества Пенсильвания — глава исполнительной ветви власти и главнокомандующий вооружёнными силами Пенсильвании.
Губернатор отвечает за исполнение законов штата, имеет право собирать законодательное собрание штата, а также одобрять принятые собранием законы или накладывать на них вето. Губернатор имеет право осуществлять помилования, кроме дел об отрешении от должности, но только по рекомендации Комиссии Пенсильвании по помилованию.
За всю историю Пенсильвании ею управляли 7 президентов и 46 губернаторов, двое из которых занимали должность с перерывами, всего — 55 сроков по обеим должностям. Самый длинный период полномочий был у первого губернатора Томаса Миффлина, который проработал три полных губернаторских срока в дополнение к 2 годам президентства. Самый короткий срок прослужил Джон Белл-младший, пробывший в должности лишь 19 дней в качестве исполняющего обязанности губернатора после отставки своего предшественника. Действующий губернатор — Джошуа Шапиро, вступивший в должность 17 января 2023 года.

## Губернаторы
Пенсильвания была одной из первоначальных 13 колоний и была принята в состав США 12 декабря 1787. До провозглашения независимости Пенсильвания была колонией Великобритании; подробнее о колониальном периоде см. список колониальных губернаторов Пенсильвании.

### Президенты Высшего исполнительного совета

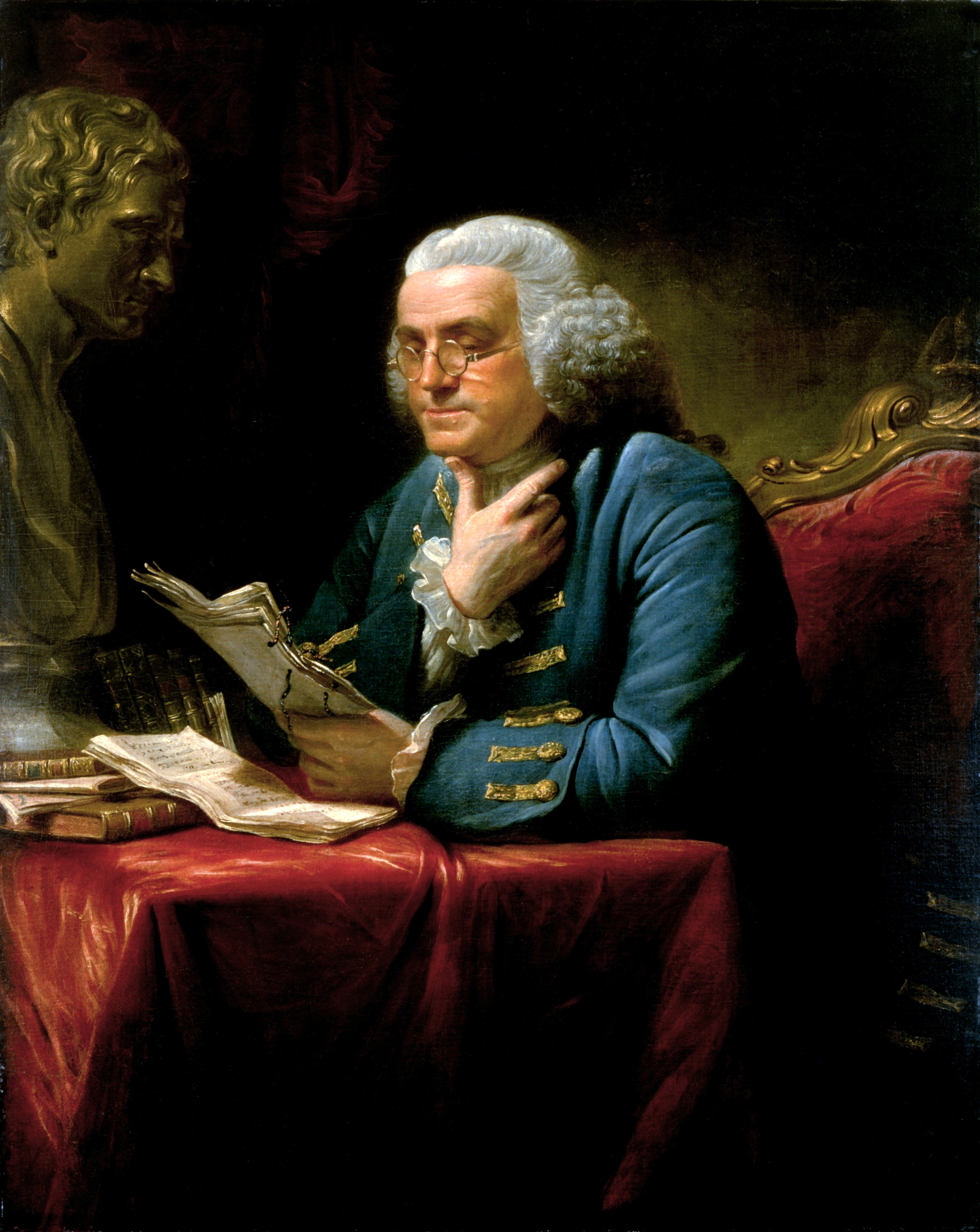
Бенджамин Франклин, 6-й президент Высшего исполнительного совета Пенсильвании и первый Генеральный почтмейстер США

Первая конституция Пенсильвании 1776 года учредила Высший исполнительный совет во главе с Президентом, в качестве исполнительной ветви власти. Президент ежегодно избирался Советом, но даты вступления в должность и ухода с неё определены не были.
Первая конституция 1776 года создала пост «вице-президента», хотя должность исполняющего обязанности на случай незанятости поста президента не была учреждена; должность президента была вакантной четыре раза. Источники того времени продолжают называть в таких случаях главу ВИС вице-президентом без каких-либо намёков на получение должности президента. Поэтому один из действующих президентов, Джордж Брайан, был признан полноправным губернатором, так как исполнял обязанности президента в течение более 6 месяцев.
| № | Портрет         | Президент                      | Вступил в должность | Покинул должность | Вице-президент   |
| - | --------------- | ------------------------------ | ------------------- | ----------------- | ---------------- |
| 1 |                 | Томас Уортон-старший 1735—1778 | 5 марта 1777        | 23 мая 1778       | Джордж Брайан    |
| 2 |                 | Джордж Брайан 1731—1791        | 23 мая 1778         | 1 декабря 1778    | и. о. президента |
| 3 |                 | Джозеф Рид 1741—1785           | 1 декабря 1778      | 15 ноября 1781    | Джордж Брайан    |
| 3 | Меттью Смит     | Джозеф Рид 1741—1785           | 1 декабря 1778      | 15 ноября 1781    |                  |
| 3 | Уильям Мор      | Джозеф Рид 1741—1785           | 1 декабря 1778      | 15 ноября 1781    |                  |
| 4 |                 | Уильям Мор 1735—1793           | 15 ноября 1781      | 7 ноября 1782     | Джеймс Поттер    |
| 5 |                 | Джон Дикинсон 1732—1808        | 7 ноября 1782       | 18 октября 1785   | Джеймс Ивинг     |
| 5 | Джеймс Эрвин    | Джон Дикинсон 1732—1808        | 7 ноября 1782       | 18 октября 1785   |                  |
| 5 | Чарльз Биддл    | Джон Дикинсон 1732—1808        | 7 ноября 1782       | 18 октября 1785   |                  |
| 6 |                 | Бенджамин Франклин 1706—1790   | 18 октября 1785     | 5 ноября 1788     | Чарльз Биддл     |
| 6 | Питер Мюленберг | Бенджамин Франклин 1706—1790   | 18 октября 1785     | 5 ноября 1788     |                  |
| 6 | Дэвид Редик     | Бенджамин Франклин 1706—1790   | 18 октября 1785     | 5 ноября 1788     |                  |
| 7 |                 | Томас Миффлин 1744—1800        | 5 ноября 1788       | 21 декабря 1790   | Джордж Росс      |

### Губернаторы Содружества Пенсильвания
Конституция 1790 года упразднила Высший исполнительный совет и заменила президента губернатором, и установила продолжительность срока губернатора в 3 года, начиная с третьего вторника первого декабря после выборов, при этом губернаторам не разрешалось служить более 9 из каждых 12 лет. Конституция 1838 года переместила начало периода полномочий на третий вторник первого января после выборов и разрешила губернаторам служить только 6 из каждых 9 лет. Конституция 1874 года увеличила время службы до четырёх лет и запретила губернаторам переизбираться. Текущая конституция, принятая в 1968 году, разрешает губернаторам служить не более двух сроков подряд. Общее число периодов полномочий не ограничено при условии четырёхлетнего перерыва между концом каждого второго срока и следующим участием в губернаторских выборах.
Если должность губернатора станет вакантной по причине смерти, отставки или возбуждения против губернатора уголовного дела при отрешении от должности, вице-губернатор становится губернатором на остаток срока предшественника; если должность вакантна временно или по причине инвалидности губернатора, вице-губернатор лишь исполняет обязанности губернатора. Если вакантными станут обе должности, то временный председатель сената штата станет губернатором. Пост вице-губернатора был учреждён конституцией штата 1874 года; до этого в случаях вакантности должности спикер сената исполнял обязанности губернатора. Первоначально вице-губернатор мог лишь исполнять обязанности губернатора; до принятия конституции штата 1968 года вице-губернатор не мог в вышеуказанных случаях становиться губернатором. Однажды должность губернатора была вакантной в течение 17 дней после смерти губернатора и принятия присяги спикером сената штата. Губернатор и вице-губернатор избираются по одному и тому же бюллетеню.
 Антимасонская (1) 
 Демократическая партия (12) 
 Демократическо-республиканская (6) 
  Беспартийный (1) 
 Республиканская партия (26) 
 Вигов (2) 
| №  | Портрет                | Губернатор | Губернатор                      | Вступил в должность | Покинул должность | Вице-губернатор    | Вице-губернатор                  | Сроков |
| -- | ---------------------- | ---------- | ------------------------------- | ------------------- | ----------------- | ------------------ | -------------------------------- | ------ |
| 1  |                        |            | Томас Миффлин 1744—1800         | 21 декабря 1790     | 17 декабря 1799   | Нет                | Нет                              | 3      |
| 2  |                        |            | Томас Маккин 1734—1817          | 17 декабря 1799     | 20 декабря 1808   | Нет                | Нет                              | 3      |
| 3  |                        |            | Саймон Снайдер 1759—1819        | 20 декабря 1808     | 16 декабря 1817   | Нет                | Нет                              | 3      |
| 4  |                        |            | Уильям Финдлей 1768—1846        | 16 декабря 1817     | 19 декабря 1820   | Нет                | Нет                              | 1      |
| 5  |                        |            | Джозеф Хистер 1752—1832         | 19 декабря 1820     | 16 декабря 1823   | Нет                | Нет                              | 1      |
| 6  |                        |            | Джон Эндрю Шульце 1774—1852     | 16 декабря 1823     | 15 декабря 1829   | Нет                | Нет                              | 2      |
| 7  |                        |            | Джордж Вульф 1777—1840          | 15 декабря 1829     | 15 декабря 1835   | Нет                | Нет                              | 2      |
| 8  |                        |            | Джозеф Райтнер 1780—1869        | 15 декабря 1835     | 15 января 1839    | Нет                | Нет                              | 1      |
| 9  |                        |            | Дэвид Портер 1788—1867          | 15 января 1839      | 21 января 1845    | Нет                | Нет                              | 2      |
| 10 |                        |            | Френсис Шанк 1788—1848          | 21 января 1845      | 9 июля 1848       | Нет                | Нет                              | 1+1⁄2  |
| —  |                        |            | Должность вакантна              | 9 июля 1848         | 26 июля 1848      | Нет                | Нет                              | —      |
| 11 |                        |            | Уильям Джонстон 1808—1872       | 26 июля 1848        | 20 января 1852    | Нет                | Нет                              | 1+1⁄2  |
| 12 |                        |            | Уильям Биглер 1814—1880         | 20 января 1852      | 16 января 1855    | Нет                | Нет                              | 1      |
| 13 |                        |            | Джеймс Поллок 1810—1890         | 16 января 1855      | 19 января 1858    | Нет                | Нет                              | 1      |
| 14 |                        |            | Уильям Пекер 1807—1870          | 19 января 1858      | 15 января 1861    | Нет                | Нет                              | 1      |
| 15 |                        |            | Эндрю Грег Кёртин 1817—1894     | 15 января 1861      | 15 января 1867    | Нет                | Нет                              | 2      |
| 16 |                        |            | Джон Гири 1819—1873             | 15 января 1867      | 21 января 1873    | Нет                | Нет                              | 2      |
| 17 |                        |            | Джон Хертренфт 1830—1889        | 21 января 1873      | 21 января 1879    | Нет                | Нет                              | 2      |
| 17 | Джон Летте 1836—1913   |            | Джон Хертренфт 1830—1889        | 21 января 1873      | 21 января 1879    |                    |                                  | 2      |
| 18 |                        |            | Генри Хойт 1830—1892            | 21 января 1879      | 16 января 1883    |                    | Чарльз Уоррен Стоун 1843—1912    | 1      |
| 19 |                        |            | Роберт Эмори Петтисон 1850—1904 | 16 января 1883      | 18 января 1887    |                    | Чонси Форуорд Блэк 1839—1904     | 1      |
| 20 |                        |            | Джеймс Бивер 1837—1914          | 18 января 1887      | 20 января 1891    |                    | Уильям Девис 1831—1912           | 1      |
| 19 |                        |            | Роберт Эмори Петтисон 1850—1904 | 20 января 1891      | 15 января 1895    |                    | Артур Луи Уотрес 1851—1937       | 1      |
| 21 |                        |            | Дениэл Гастингс 1849—1903       | 15 января 1895      | 17 января 1899    |                    | Уолтер Лион 1853—1933            | 1      |
| 22 |                        |            | Уильям Стоун 1846—1920          | 17 января 1899      | 20 января 1903    |                    | Джон Гобин 1837—1910             | 1      |
| 23 |                        |            | Семюэл Пеннипекер 1843—1916     | 20 января 1903      | 15 января 1907    |                    | Уильям Браун 1850—1915           | 1      |
| 24 |                        |            | Эдвин Сидни Стюарт 1853—1937    | 15 января 1907      | 17 января 1911    |                    | Роберт Мёрфи 1861—1912           | 1      |
| 25 |                        |            | Джон Тенер 1863—1946            | 17 января 1911      | 19 января 1915    |                    | Джон Мерриман Рейнолдс 1848—1933 | 1      |
| 26 |                        |            | Мартин Гроув Брамбо 1862—1930   | 19 января 1915      | 21 января 1919    |                    | Френк Маклейн                    | 1      |
| 27 |                        |            | Уильям Камерон Спраул 1870—1928 | 21 января 1919      | 16 января 1923    |                    | Эдвард Бейдлман 1873—1929        | 1      |
| 28 |                        |            | Гиффорд Пинчот 1865—1946        | 16 января 1923      | 18 января 1927    |                    | Девид Девис                      | 1      |
| 29 |                        |            | Джон Стачелл Фишер 1867—1940    | 18 января 1927      | 20 января 1931    |                    | Артур Джеймс 1883—1973           | 1      |
| 28 |                        |            | Гиффорд Пинчот 1865—1946        | 20 января 1931      | 15 января 1935    |                    | Эдвард Шеннон 1870—1946          | 1      |
| 30 |                        |            | Джордж Говард Эрл III 1890—1974 | 15 января 1935      | 17 января 1939    |                    | Томас Кеннеди 1887—1963          | 1      |
| 31 |                        |            | Артур Джеймс 1883—1973          | 17 января 1939      | 19 января 1943    |                    | Семюэл Льюис 1874—1959           | 1      |
| 32 |                        |            | Эдвард Мартин 1879—1967         | 19 января 1943      | 2 января 1947     |                    | Джон Белл-младший 1892—1974      | 1⁄2    |
| 33 |                        |            | Джон Белл-младший 1892—1974     | 2 января 1947       | 21 января 1947    | Должность вакантна | Должность вакантна               | 1⁄2    |
| 34 |                        |            | Джеймс Дафф 1883—1969           | 21 января 1947      | 16 января 1951    |                    | Дениэл Стриклер 1897—1992        | 1      |
| 35 |                        |            | Джон Файн 1893—1978             | 16 января 1951      | 18 января 1955    |                    | Ллойд Вуд 1896—1964              | 1      |
| 36 |                        |            | Джордж Лидер 1918—2013          | 18 января 1955      | 20 января 1959    |                    | Рой Фёрмен 1901—1977             | 1      |
| 37 |                        |            | Дэвид, Лио Лоуренс 1889—1966    | 20 января 1959      | 15 января 1963    |                    | Джон Морган Девис 1906—1984      | 1      |
| 38 |                        |            | Уильям Скрантон 1917—2013       | 15 января 1963      | 17 января 1967    |                    | Реймонд Шейфер 1917—2006         | 1      |
| 39 |                        |            | Реймонд Шейфер 1917—2006        | 17 января 1967      | 19 января 1971    |                    | Реймонд Бродерик 1914—2000       | 1      |
| 40 |                        |            | Мильтон Шепп 1912—1994          | 19 января 1971      | 16 января 1979    |                    | Эрнест Клайн 1929—2009           | 2      |
| 41 |                        |            | Дик Торнберг 1932—2020          | 16 января 1979      | 20 января 1987    |                    | Уильям Скрантон III род. 1947    | 2      |
| 42 |                        |            | Роберт Кейси 1932—2000          | 20 января 1987      | 17 января 1995    |                    | Марк Сайнджел род. 1953          | 2      |
| 43 |                        |            | Том Ридж род. 1945              | 17 января 1995      | 5 октября 2001    |                    | Марк Швайкер род. 1953           | 1+1⁄2  |
| 44 |                        |            | Марк Швайкер род. 1953          | 5 октября 2001      | 21 января 2003    |                    | Роберт Джубелайрер род. 1937     | 1⁄2    |
| 45 |                        |            | Эд Ренделл род. 1944            | 21 января 2003      | 18 января 2011    |                    | Кетрин Бейкер Нолл 1930—2008     | 2      |
| 45 | Джо Скернети род. 1962 |            | Эд Ренделл род. 1944            | 21 января 2003      | 18 января 2011    |                    |                                  | 2      |
| 46 |                        |            | Том Корбетт род. 1949           | 18 января 2011      | 20 января 2015    |                    | Джим Коули род. 1969             | 1      |
| 47 |                        |            | Том Вулф род. 1948              | 20 января 2015      | 17 января 2023    |                    | Майк Стэк род. 1963              |        |
| 48 |                        |            | Джош Шапиро род. 1973           | 17 января 2023      | действующий       |                    | Остин Дэвис род. 1989            |        |

### Другие должности губернаторов
В таблице ниже перечислены другие государственные должности — губернатор другого штата, член конгресса или другого органа федеральной власти и дипломатические посты в посольствах США, которые также когда-либо занимали губернаторы Пенсильвании. Все нижеуказанные представители и сенаторы представляли Пенсильванию, если не указано иное.
^ Обозначает должности, от которых губернатор отказался ради участия в губернаторских выборах.
| Имя                   | Губернаторский срок | Конгресс              | Конгресс | Другие должности                                                                                   | Ист.   |
| Имя                   | Губернаторский срок | Палата представителей | Сенат    | Другие должности                                                                                   | Ист.   |
| --------------------- | ------------------- | --------------------- | -------- | -------------------------------------------------------------------------------------------------- | ------ |
| Джозеф Рид            | 1778—1781           |                       |          | Делегат Континентального конгресса; был избран в Палату представителей США, но отказался от места. | [ 19 ] |
| Джон Дикинсон         | 1782—1785           |                       |          | Губернатор Делавэра, Делегат Континентального конгресса от Делавэра, а также от Пенсильвании       | [ 20 ] |
| Бенджамин Франклин    | 1785—1788           |                       |          | Посол США во Франции, Посол США в Швеции                                                           | [ 21 ] |
| Томас Миффлин         | 1790—1799           |                       |          | Председатель Континентального конгресса                                                            | [ 22 ] |
| Томас Маккин          | 1799—1808           |                       |          | Губернатор Делавэра, Председатель Континентального конгресса                                       | [ 23 ] |
| Саймон Снайдер        | 1808—1817           |                       |          | Член Сената Пенсильвании (1817—19)                                                                 | [ 24 ] |
| Уильям Финдлей        | 1817—1820           |                       | С        | | [ 25 ] |
| Джозеф Хистер         | 1820—1823           | ПП^                   |          | | [ 26 ] |
| Джордж Вульф          | 1829—1835           | ПП^                   |          | | [ 27 ] |
| Уильям Биглер         | 1852—1855           |                       | С        | | [ 28 ] |
| Джеймс Поллок         | 1855—1858           | ПП                    |          | | [ 29 ] |
| Эндрю Грег Кёртин     | 1861—1867           | ПП                    |          | Посол США в России                                                                                 | [ 30 ] |
| Джон Гири             | 1867—1876           |                       |          | Губернатор территории Канзас, первый мэр Сан-Франциско                                             | [ 31 ] |
| Уильям Стоун          | 1899—1903           | ПП^                   |          | | [ 32 ] |
| Джон Тенер            | 1911—1915           | ПП^                   |          | | [ 33 ] |
| Джордж Говард Эрл III | 1935—1939           |                       |          | Посол США в Австрии^                                                                               | [ 34 ] |
| Эдвард Мартин         | 1943—1947           |                       | С        | | [ 35 ] |
| Джеймс Дафф           | 1947—1951           |                       | С        | | [ 36 ] |
| Уильям Скрентон       | 1963—1967           | ПП                    |          | Постоянный представитель США при ООН                                                               | [ 37 ] |
| Дик Торнбёрг          | 1979—1987           |                       |          | Генеральный прокурор США                                                                           | [ 38 ] |
| Том Ридж              | 1995—2001           | ПП                    |          | Министр внутренней безопасности США                                                                | [ 39 ] |

### Комментарии
1. ↑  Умер в должности.
2. ↑  Будучи вице-президентом Высшего исполнительного совета, исполнял обязанности президента. В разные времена 4 вице-президента делали то же самое; однако период полномочий Брайана был признан соответствующим президентскому благодаря его большой продолжительности. Источники того времени называли его лишь вице-президентом, исполняющим обязанности президента.
3. 1 2 3 4  Подал в отставку; в архивах Высшего исполнительного совета причина не указана.
4. ↑  Должность вице-губернатора отсутствовала до принятия конституции штата Пенсильвания 1873 года, первое назначение произошло в 1875 году.
5. ↑  Неполные сроки некоторых губернаторов не следует понимать буквально; они призваны обозначить одиночные сроки, в течение которых работало по несколько губернаторов по различным обстоятельствам (отставка, уход из жизни и др.).
6. ↑  Миффлина выдвинула Федералистская партия, но он сам не использовал названия какой-либо партии.
7. ↑  Пользуясь положениями конституции штата 1790 года, Миффлин трижды избирался губернатором; прежде его однажды избрали президентом Высшего исполнительного совета.
8. ↑  Ритер был последним губернатором, служившим до принятия конституции штата 1838 года, позволявшей губернаторам служить не более 6 из любых 9 лет; данная конституция также передвинула начало срока Ритера на следующий после выборов январь, продлив сам срок на месяц.
9. ↑  Первый губернатор, служивший во время действия конституции штата 1838 года.
10. ↑  Подал в отставку по болезни; умер от туберкулёза только 11 дней спустя.
11. ↑  Спикер сената штата Уильям Джонстон принял присягу через 17 дней после отставки Френсиса Шанка.
12. ↑  Будучи спикером сената штата, прослужил оставшуюся часть срока; впоследствии был избран губернатором in his own right.
13. ↑  Первый губернатор, служивший во время действия Конституции 1874 года, запретившей губернаторам переизбираться и увеличившей время службы до четырёх лет. Поскольку Хертренфт первый раз был избран во время действия предыдущей конституции, ему разрешили переизбраться один раз. Первый срок Хертренфта был укорочен с трёх до двух лет для соответствия избирательному расписанию новой конституции
14. ↑  Подал в отставку, ради полученного на выборах места в Сенате. В то время как в официальных источниках утверждается, что Мартин подал в отставку 3 января, большинство источников того времени сообщают, что его отставка имела место 2 января[17].[18].
15. ↑  Будучи вице-губернатором, исполнял обязанности губернатора до окончания срока Мартина.
16. ↑  Первый губернатор, служивший во время действия конституции штата 1968 года, таким образом, имеющий право переизбраться.
17. ↑  14 июня 1993 года Кейси передал исполнительную власть вице-губернатору Сайнджелу; позднее в тот же день перенес операцию по пересадке печени и сердца. Сайнджел исполнял обязанности губернатора до тех пор, пока Кейси не вернул себе права и обязанности своей должности через шесть месяцев, 13 декабря 1993 года. Так как Кейси официально в отставку не подавал, Сайнджел был лишь исполняющим обязанности губернатора.
18. ↑  Подал в отставку ради поста директора Министерства внутренней безопасности.
19. ↑  Будучи вице-губернатором, исполнял обязанности губернатора до окончания срока Риджа.
20. ↑  Умерла в должности.
21. ↑  Будучи временным председателем сената штата, исполнял обязанности вице-губернатора.

### Общие источники
- Governors Database: Pennsylvania (англ.). Ассоциация губернаторов США (2008). Дата обращения: 1 апреля 2008. Архивировано 29 июня 2011 года.